# Настанови зі стрілецької справи
Настанови зі стрілецької справи (НСС) — традиційна для Радянської та Російської Армії назва інструкції з основ стрільби зі стрілецької зброї, будові, використання та обслуговування конкретних його зразків, що видається Міністерством оборони. Настанови є офіційним документом для навчання особового складу поводженню зі зброєю. Крім власне стрілецької зброї, видавалися «Настанови по стрілецькій справі» по ручним і станковим гранатометам і ручним гранатам, тобто зразкам, що не відносяться до стрілецької зброї.

## Типова структура Настанови
Настанови видаються для кожної моделі озброєння в вигляді окремої книги і у вигляді збірників по декількох зразках. У настанови, видані у вигляді збірників, включають загальний розділ, де викладено основи внутрішньої і зовнішньої балістики і інші загальні відомості, необхідні для вогневої підготовки. Збірники, як правило, призначені для позавійськової підготовки.
Настанова зі стрілецької справі по конкретному зразку стрілецької зброї зазвичай включає наступні частини і глави (послідовність і назви можуть відрізнятися):
- Будова зразка зброї, поводження з ним, догляд і збереження
  - Загальні відомості
  - Розбирання та збирання
  - Призначення і побудова частин і механізмів, приладдя та боєприпасів
  - Робота частин і механізмів
  - Затримки при стрільбі та способи їх усунення
  - Догляд за зброєю, зберігання та утримання
  - Огляд і підготовка до стрільби
  - Приведення до нормального бою
- Прийоми і правила стрільби
- Додатки (технічні характеристики зброї і боєприпасів, балістичні таблиці, норми витрат боєприпасів на поразку цілей в різних умовах і ін.)

## Деякі НСС
- Наставление по стрелковому делу. Основы стрельбы из стрелкового оружия. — М., Военное издательство Министерства обороны СССР, 1970
- Наставления по стрелковому делу. Издание 4-е, исправленное. — М., Военное издательство, 1987
- Наставление по стрелковому делу (НСД-38). Самозарядная винтовка обр. 1940 г. — М., Военное издательство НКО СССР, 1940
- Наставление по стрелковому делу. Ручной противотанковый гранатомет (РПГ-7 и РПГ-7Д). Издание 2-е, дополненное. — М., Военное издательство Министерства обороны СССР, 1971
- Наставление по стрелковому делу. Ручные гранаты. — М., Военное издательство Министерства обороны СССР, 1987